# 那伽鹩鹛
，是雀形目鹛科的一种鸟类。

## 特征
那伽鹩鹛体重约11.83克，翼长约48.9毫米，嘴峰长约12.5毫米，喙宽度约2.6毫米，喙厚度约3.2毫米，跗蹠长约19.3毫米，尾长约42.4毫米。那伽鹩鹛在其分布区内为留鸟，其栖息在密集的高大树木组成的森林中，食性为肉食性，主要食物来源是陆生无脊椎动物。

## 分布
阿萨姆（布拉马普特拉河以南）和曼尼普尔的山地森林。该物种的模式产地在印度曼尼普尔Kedimai。